# 西中野 (四條畷市)
西中野（にしなかの）は、大阪府四條畷市にある地名。現行行政地名は西中野一丁目から西中野三丁目。

## 地理
四條畷市の西部に位置し、東に中野本町、西に蔀屋新町、南に美田町、北に砂と接している。

## 歴史
- 2017年(平成29年)11月13日 - 住居表示に伴い、大字中野と大字蔀屋の各一部を分離し、西中野一丁目から西中野三丁目を設置[4]。

## 世帯数と人口
2020年（令和2年）4月30日現在（四條畷市発表）の世帯数と人口は以下の通りである。
| 丁目         | 世帯数    | 人口    |
| ------------ | --------- | ------- |
| 西中野一丁目 | 260世帯   | 604人   |
| 西中野二丁目 | 358世帯   | 887人   |
| 西中野三丁目 | 516世帯   | 1,458人 |
| 計           | 1,134世帯 | 2,949人 |

## 学区
市立小・中学校に通う場合、学区は以下の通りとなる（2020年4月時点）。
| 丁目         | 番・番地等 | 小学校               | 中学校                   |
| ------------ | ---------- | -------------------- | ------------------------ |
| 西中野一丁目 | 全域       | 四條畷市立岡部小学校 | 四條畷市立四條畷西中学校 |
| 西中野二丁目 | 全域       | 四條畷市立岡部小学校 | 四條畷市立四條畷西中学校 |
| 西中野三丁目 | 全域       | 四條畷市立岡部小学校 | 四條畷市立四條畷西中学校 |

## 交通
- 国道163号
- 国道170号

## 施設
- 四條畷市立四條畷西中学校
- 四條畷市立総合体育館
- 大東四條畷消防組合 四條畷消防署

## その他

### 日本郵便
- 郵便番号 : 575-0055[2]（集配局：四條畷郵便局[6]）。